# 小島友実
小島 友実（こじま ともみ、1971年6月14日 - ）は、埼玉県川口市出身のフリーアナウンサー、スポーツライター（競馬専門）。二松学舎大学附属高等学校、大妻女子大学短期大学部英文科卒業。ブレスユー所属。身長は163cm、血液型はO型。趣味は競馬、乗馬、びわの葉のお灸、健康ネタ探し。

## 主な出演番組
- NHK BSガイド
- NHK教育テレビ ミニ英会話・とっさのひとこと
- トラックマンTV（グリーンチャンネル） - 司会
- 中央競馬実況中継・第1放送（ラジオNIKKEI） - アシスタント（土曜午前中のパーソナリティー、およびパドック実況のアシスタント）
- 中央競馬中継（グリーンチャンネル、2009年まで）※関東地区パドック担当
- 市民生活と裁判（放送大学、聞き手役、2012年 - ）

## 連載
- 「小島友実の好奇心keiba」（週刊競馬ブック）

## 著書
- 「馬場のすべて教えます」（主婦の友社、2015年）
- 「競馬場実測図鑑」亀谷敬正監修・馬券マニア特捜班編（東邦出版）※取材・構成